# Anatra zoppa

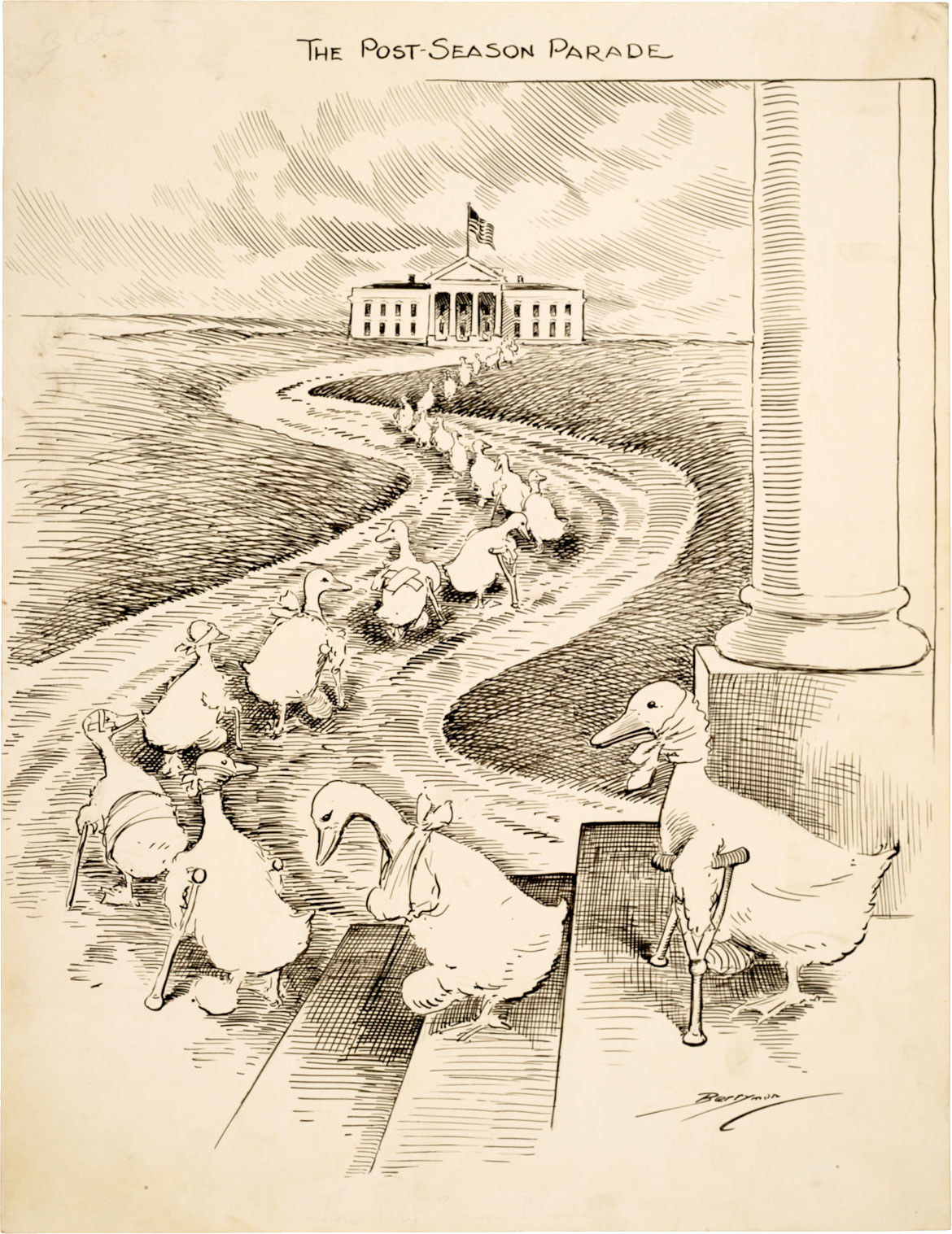
Le anatre zoppe raffigurate in questa vignetta di Clifford K. Berryman raffigurano i democratici sconfitti che si dirigono alla Casa Bianca nella speranza di ottenere delle nomine politiche dall'allora presidente degli Stati Uniti Woodrow Wilson

L'espressione "anatra zoppa" è un idiomatismo, che traduce l'originale lame duck della lingua inglese. È diffusa quasi esclusivamente nel gergo giornalistico e politico.

## Significato
Viene definito anatra zoppa un personaggio che, pur occupando una carica politica e/o istituzionale elettiva avendone pieno diritto, non sia ritenuto del tutto in grado di esercitare il relativo potere per motivi istituzionali:
- il suo mandato è in scadenza ed è previsto dalle leggi in vigore che, a causa di ciò, la carica politica perda parte delle sue prerogative: un esempio è il semestre bianco in Italia, durante il quale il Presidente della Repubblica non può sciogliere le Camere, a meno che il periodo non coincida con l'ultimo semestre prima della scadenza della legislatura;
- il suo successore è stato già eletto e deve ancora insediarsi;
- si ritrova a guidare o fronteggiare un organismo politico composto per la maggior parte da soggetti politicamente avversari (governo diviso).

Negli Stati Uniti e in Australia l'epiteto lame duck viene adoperato in diverse situazioni. Nel lessico giornalistico italiano l'espressione corrispondente viene di solito riferita esclusivamente al Presidente degli Stati Uniti che non detiene la maggioranza al Congresso oppure alla condizione in cui, dopo le elezioni presidenziali, si trova il presidente uscente e non rieletto nel periodo di tempo che intercorre fra la tornata elettorale (a novembre) e l'effettivo insediamento del successore (nel gennaio successivo).
Per estensione, può essere utilizzata anche per designare un politico che a dispetto del ruolo stia perdendo il suo effettivo potere.

## Origine
L'uso figurato dell'espressione lame duck è attestato già nel Settecento presso la Borsa di Londra: era il soprannome infamante riservato ai broker che non riuscivano a pagare i propri debiti.
L'espressione è attestata per la prima volta in una lettera di Horace Walpole all'amico Horatio Mann.
Il termine sarebbe stato utilizzato per la prima volta in politica contro il Presidente degli Stati Uniti James Buchanan, per stigmatizzare la mancanza d'iniziativa con la quale egli assistette all'aggravarsi della crisi che sarebbe sfociata nella guerra di secessione americana.

## In Italia
In Italia il termine anatra zoppa è usato solitamente per indicare un sindaco che, pur avendo ricevuto la maggioranza delle preferenze elettorali da parte dei cittadini, si ritrova a guidare un consiglio comunale la cui maggioranza è rappresentata da liste che hanno sostenuto un altro candidato alla poltrona di primo cittadino.
Seppur raro, l'evento si è verificato in alcuni comuni italiani, ad esempio Isernia, Nocera Inferiore, Torremaggiore, Marigliano, Avellino, Latina, Lecce, Avezzano, Maddaloni, Noci, Catanzaro, Matera.
Nel comune di Battipaglia tale situazione è scaturita ben due volte: la prima dalle elezioni comunali del 2007, ripetutasi poi alle successive amministrative del 2009. In tal caso, i consiglieri della coalizione che al primo turno aveva ottenuto la maggioranza assoluta dei voti si dimisero subito dopo il loro insediamento in consiglio comunale.
In quasi tutti i casi di questo tipo le amministrazioni hanno avuto durata molto breve; fa eccezione il comune di Noci, dove il sindaco Domenico Nisi ha portato regolarmente a termine il mandato di 5 anni ed è stato anche riconfermato per un altro mandato alle successive elezioni amministrative.
Questa situazione, con l'attuale legge elettorale per i comuni (“Testo unico delle leggi sull'ordinamento degli enti locali - TUOEL, approvato con d.lgs. 18 agosto 2000 n.267”), può verificarsi nel caso in cui al primo turno un gruppo di liste collegate ottenga almeno il 50%+1 dei voti validi, mentre la maggioranza dei voti per il sindaco vada ad un candidato sostenuto da un altro gruppo di liste. In questo caso non scatta il "premio di maggioranza" a favore delle liste che sostengono il candidato sindaco effettivamente eletto.
Il premio di maggioranza non scatta nemmeno nel caso di sindaco eletto al primo turno, se le liste che lo appoggiano non raggiungono il 40% dei voti. L'esatta interpretazione della legge è ancora oggetto di dibattito giurisprudenziale con esiti spesso contrastanti.